# Mama Rock
Mama Rock je srpski i jugoslovenski rok bend poznat po svojoj hit baladi „Eva“.
Istorijat počinje bendom Viktorija čiji su članovi bili braća Zoran „Ciga“ i Dragomir, kao i braća Bane i Mirko Nikolić, koji su osvojili prvo mesto na gitarijadi 1974. Tri godine kasnije bubnjar Šomi i gitarista Slobodan Krnić pridružili su se braći Nikolić i Stojanović i formirali novi bend. Iste godine su snimili singlove Vranjanka i Pismena vežba.
Godine 1978. u bend je došao novi vokal, Zoran „Stoka“ Stojković, ranije član grupe Istok, i sa njima snimio singl sa pesmama „Buđenje u 7“ i „Eva“ čiji je producent bio Enco Lesić. Godinu kasnije bend je nastupio na Dugmetovom Rok spektaklu ´79 održanom na stadionu JNA i išao na turneju kao predgrupa. Pre snimanja trećeg singla umro je Josip Broz Tito, te je ono odloženo. Šest meseci kasnije, snimanje je počelo sa novim vokalom, Draganom „Nunetom“ Nikolićem, pošto je Zoran Stojković morao da napravi pauzu zbog služenja vojnog roka. Singl sa pesmama „Život moj“ i „Tebi smeta sve“ objavljen je 1981. Naredne godine bend se privremeno gasi zbog vojnih rokova.
Godine 1983. bend nastavlja sa radom i dve godine kasnije objavljuje svoj prvi album Pokreni me. Godine 1987. bend ide na turneje sa Željkom Bebekom i Zdravkom Čolićem i nastupa na mnogobrojnim koncertima van Jugoslavije. U ovo vreme Zoran Stojanović i Zoran Stojković ostaju jedini stalni članovi benda i rade sa nekolicinom mlađih muzičara. Bend je prestao sa radom na početku ratova u Jugoslaviji. Po raspadu benda Zoran Stojanović - Ciga i Ljubomir Shommy Misic postaju studijski muzičari, a Zoran Stojković frontmen benda Riff.
Godine 2000. bend se ponovo okupio i objavio EP Buđenje. Nakon proslave 25 godina postojanja 2002. bend je snimio osam pesama koje su izvođene poslednjih godina ali koje nikad nisu bile snimljene. Pesme su objavljene zajedno sa starim hitovima Buđenje, Eva i Pokreni me na albumu The Best Of. Dana 7. novembra 2012. preminuo je Zoran Stojanović. Imao je 59 godina.

## Diskografija
| - Pismena vežba / Vranjanka (1977) - Naručiću, mala, buđenje u sedam / Eva (1978) | - Život moj / Tebi smeta sve (1981) - Pokreni me (1985) | - Buđenje (2000) - The Best Of (2007) |

## Literatura
- Stanojević, Vladan (2000). Enciklopedija niškog Rock 'n' Rolla. ISBN 978-86-902517-1-1.